# ジョン・ケネディ (人形使い)
ジョン・ケネディ（John Kennedy、1967年1月17日 - ）は、アメリカ合衆国の人形使い。
マペットのドクター・ティースを演じている。